# HD 90132
HD 90132 eller HR 4086, är en ensam stjärna belägen i den södra delen av stjärnbilden Luftpumpen. Den har en skenbar magnitud av ca 5,33 och är svagt synlig för blotta ögat där ljusföroreningar ej förekommer. Baserat på parallax enligt Gaia Data Release 3 på ca 24,2 mas, beräknas den befinna sig på ett avstånd på ca 135 ljusår (ca 41 parsek) från solen. Den rör sig bort från solen med en heliocentrisk radialhastighet på ca 17 km/s.

## Egenskaper
HD 90132 är en blå till vit stjärna i huvudserien av spektralklass A8 V. Den har en massa som är ca 1,7 solmassa, en radie som är ca 1,9 solradie och utsänder energi från dess fotosfär motsvarande ca 9,8 gånger solen vid en effektiv temperatur av ca 7 700 K. Trots en låg ålder på 70 miljoner år har stjärnan en lägre ytgravitation än väntat. Detta beror på att radien vid ekvatorn är 18 procent större än polarradien, vilket i sin tur beror på en hög projicerad rotationshastighet på 270 km/s. Den har ett lätt underskott på metaller med en metallicitet på 74 procent av solens.